# Pancheria ouaiemensis
Pancheria ouaiemensis är en tvåhjärtbladig växtart som beskrevs av J.Bradford. Pancheria ouaiemensis ingår i släktet Pancheria och familjen Cunoniaceae. Inga underarter finns listade i Catalogue of Life.